# Jan Kapr
Jan Kapr (ur. 12 marca 1914 w Pradze, zm. 29 kwietnia 1988 tamże) – czeski kompozytor.

## Życiorys
Był synem muzyka Václava Kapra (1884–1962). Jako dziesięciolatek grał w założonym przez ojca zespole rozrywkowym, jednak na skutek zakończonego trwałym kalectwem ciężkiego wypadku musiał zaprzestać występów i poświęcił się nauce. Studiował w Konserwatorium Praskim u Jaroslava Řídkiego (1933–1938) i Jaroslava Křički (1938–1940). Od 1939 do 1946 roku pracował w rozgłośni radiowej w Pradze jako reżyser dźwięku. Był redaktorem czasopisma „Hudební rozhledy” (1949–1950) i redaktorem naczelnym wydawnictwa muzycznego „Orbis” (1950–1952). Od 1961 do 1972 roku wykładał w Akademii Sztuk Scenicznych im. Leoša Janáčka w Brnie. W 1968 roku otrzymał nagrodę na Międzynarodowej Trybunie Kompozytorów UNESCO w Paryżu za utwór Cvičení pro Gydli.
Opublikował poświęconą muzyce współczesnej pracę Konstanty (Praga 1967).
W swoich kompozycjach nawiązywał początkowo do dorobku czeskiej szkoły kompozytorskiej, w okresie po 1956 roku zaadaptował bardziej współczesne techniki takie jak serializm i aleatoryzm. W latach 1949–1953 działał w czeskim Związku Kompozytorów i był jednym z realizatorów założeń socrealizmu w muzyce, w 1951 roku otrzymał Nagrodę Stalinowską za muzykę do filmu Nové Československo. Z czasem zmienił swoje zapatrywania ideologiczne, w 1968 roku wystosował list otwarty do Dmitrija Szostakowicza z protestem przeciwko stłumieniu Praskiej Wiosny, za co w ramach represji otrzymał zakaz publicznego prezentowania swoich utworów.

## Wybrane kompozycje
(na podstawie materiałów źródłowych)

### Utwory orkiestrowe
- 3 koncerty fortepianowe (I 1938, II 1953, III 1986)
- scherzo symfoniczne Marathon (1939)
- Sinfonietta na małą orkiestrę (1940)
- 10 symfonii (I 1943, II 1946, III na małą orkiestrę 1946, IV 1957, V 1959, VI 1960 zrewid. 1964, VII na chór dziecięcy i orkiestrę 1968, VIII na chór, orkiestrę i dzwony nagrane na taśmę 1970, IX 1982, X na 2 solistów i orkiestrę 1985)
- obraz symfoniczny Zitra (1953)
- Léto na orkiestrę kameralną (1954)
- Allegretto na skrzypce i orkiestrę (1955)
- Koncert skrzypcowy (1955)
- Wariacje na flet i smyczki (1958)
- Concertino na altówkę i orkiestrę dętą (1965)
- Omaggio alla tromba na 2 trąbki solo, orkiestrę dętą, fortepian i kotły (1968)
- Anachron na orkiestrę kameralną (1974)
- Concertino na klarnet i zespół kameralny (1975)

### Utwory kameralne
- 8 kwartetów smyczkowych (I 1937, II 1941, III 1954, IV 1957, V 1961, VI na kwartet smyczkowy i baryton 1963, VII 1965, VIII 1976)
- Nonet (1943)
- Fantazja na skrzypce i fortepian (1958)
- Šifry na fortepian, perkusję i taśmę (1966)
- Osilace na skrzypce, klarnet, trąbkę, fortepian, wiolonczelę i perkusję (1965)
- Rotation 9 na kwartet fortepianowy (1967)
- Shadow Play and Dreambook na sopran, flet i harfę (1968)
- Sonata na cymbały solo (1968)
- Testimonies na wiolonczelę, klarnet basowy, fortepian i światła (1969)
- Woodcuts na 8 instrumentów dętych blaszanych (1973)
- Colors of Silence na 8 instrumentów (1973)
- Circuli na skrzypce i akordeon (1974)
- Sonata na flet, róg i fortepian (1976)
- Claricello na klarnet i wiolonczelę (1981)

### Utwory fortepianowe
- 4 sonaty (I 1945, II 1947, III 1958, IV 1980)
- Monologi (1984)
- Šachová sonáta na 2 fortepiany (1972)

### Utwory wokalno-instrumentalne
- Piseň rodné zemi na chór i orkiestrę (1940)
- Contraria Romana na baryton i małą orkiestrę (1965)
- Cvičení pro Gydli na sopran, flet i harfę (1967)
- Musica per Mila na sopran i harfę (1970, 2. wersja z orkiestrą kameralną 1977)
- Vendanges na sopran, baryton i fortepian (1975)

### Opera
- Muzikantská pohádka (1962)